# Tatra Terra

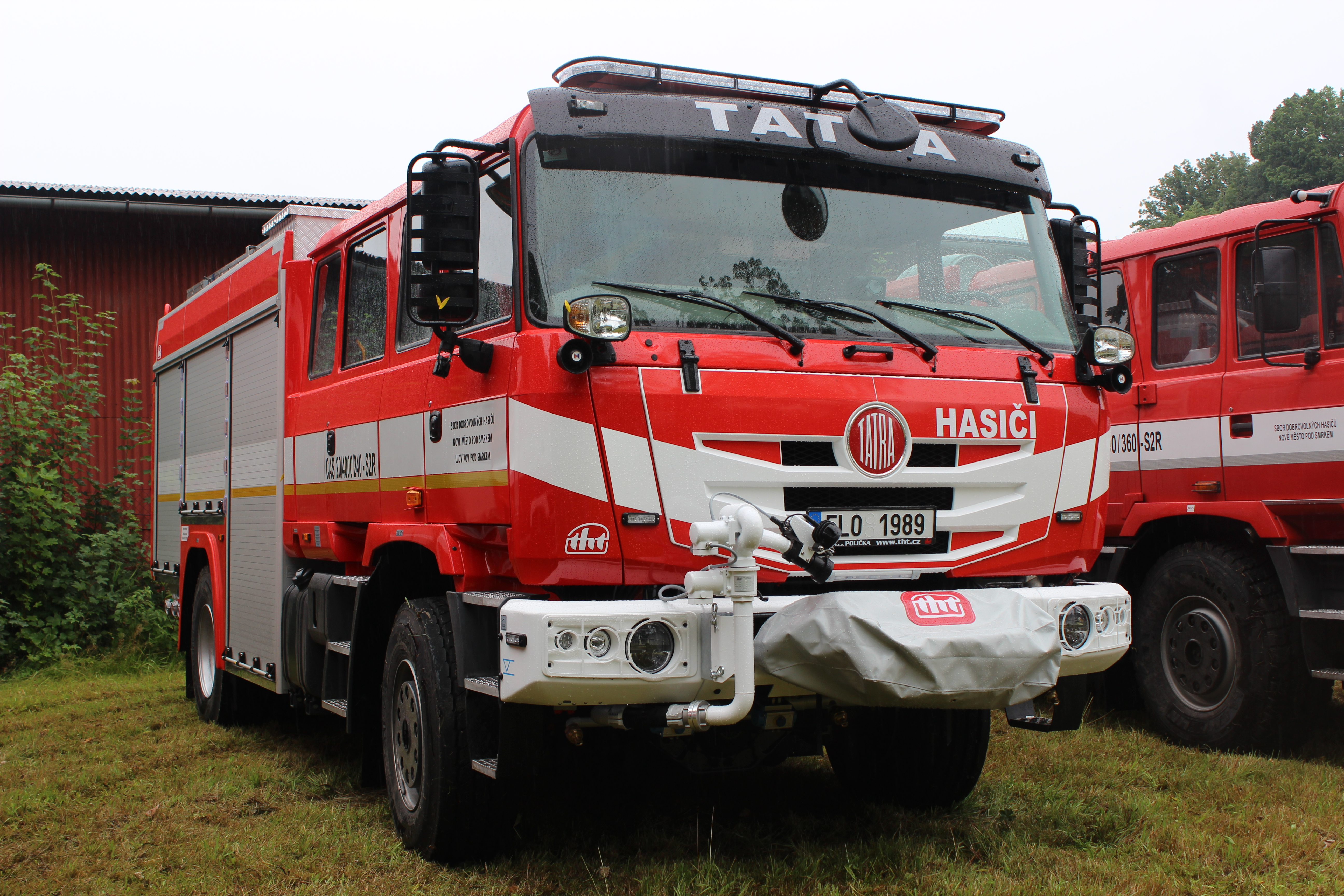
Vůz Tatra Terra využívaný členy sboru dobrovolných hasičů z Ludvíkova pod Smrkem

Tatra Terra je nákladní automobil produkovaný českou automobilkou Tatra. Vůz přímo navazuje na modelovou řadu Tatra 815. Společnost THT Polička na tyto automobily montuje hasičskou nástavbu a vůz tak mohou využívat jednotky jak profesionálních, tak dobrovolných hasičů. Vedle toho v roce 2023 představila firma KOV Karoserie úpravu vozidla na expediční automobil vybavený například toaletou, sprchou nebo pračkou. Automobil je označován názvem „JITKA“, což má vycházet z prvních písmen slov „Jedinečný Individuální Terénně-Karavanový Automobil“.